# Магон (карфагенский адмирал III века до н. э.)
Магон — карфагенский адмирал III века до н. э.

## Биография
Во время войны Римской республики с Пирром карфагенское правительство направило флот из ста двадцати кораблей под началом Магона на помощь римлянам. Возможно, это произошло вскоре после произошедшей в 279 году до н. э. битвы при Аускуле. Светлов Р. В. склонен относить данные события к более ранней поре — времени битвы при Гераклее в 280 году до н. э. Согласно Юстину, пунийцы таким образом стремились удержать эпирского царя на Апеннинском полуострове, чтобы не допустить переправы его армии в Сицилию. Магон посетил Сенат, где заявил, что в Карфагене очень огорчены, что Италия страдает от войны с иноземным царём. Поэтому его соотечественники готовы оказать Риму свою поддержку. Сенаторы выразили благодарность, однако предложенную помощь отклонили. По мнению Т. Моммзена, именно Магон был уполномочен заключить новый римско-карфагенский договор, имевший, в отличие от прежних торговых, характер уже военного. Р. В. Светлов, соглашаясь с этим, добавляет, что на тот момент Лациуму войско Пирра не угрожало. Таким образом и не было необходимости в принятии здесь вооруженной помощи пунийцев. Поэтому к распространенному в историографии мнению об опасениях римлян относительно самой высадки карфагенян на италийской земле следует отнестись критически.
Затем Магон под видом мирного посредника тайно посетил и Пирра, находившегося на юге полуострова, намереваясь разузнать его дальнейшие планы.
Возможно, именно эскадра Магона впоследствии осаждала Регий и охраняла Мессинский пролив от переправы армии Пирра.